# Mounira Chapoutot
Mounira Chapoutot (arabe : منيرة شابوطو), de son nom complet Mounira Chapoutot-Remadi, née le 27 avril 1942 à Tunis et morte le 22 octobre 2023, à Paris, est une universitaire et historienne tunisienne, spécialiste du Moyen Âge.

## Biographie
Professeure émérite à l'université de Tunis, elle occupe le poste de directrice du département d’histoire de la faculté des sciences humaines et sociales de Tunis, de directrice de la revue Les Cahiers de Tunisie, de co-directrice du Laboratoire d'histoire du monde arabe et islamique médiéval et de directrice des études à l'École normale supérieure de Tunis.
Membre de l'Académie tunisienne des sciences, des lettres et des arts et présidente de la section sciences humaines et sociales dans le même institut, elle est également membre du conseil scientifique de la revue Al-Qantara (Madrid) et de la commission de suivi du prix Zoubeida Bchir.
Membre du jury pour le Comar d'or en langue française et du jury de différents jurys de soutenance des masters, thèses et diplômes d'habilitation, elle est professeure invitée dans plusieurs universités étrangères, dont l'université Panthéon-Sorbonne, l'université de Lyon et l'Institut français des études arabes de Damas.
Ses recherches portent essentiellement sur l'Égypte médiévale. et l'Ifriqiya,.

## Distinctions

### Décorations
- Commandeur de l'ordre national du Mérite (Tunisie, 2007)[11],[12] ;
- Officier de l'ordre des Palmes académiques (France, 2006)[12].

### Récompenses
- Prix Ibn Khaldoun pour la promotion des études et des recherches en sciences humaines et sociales (Tunisie, 2016)[13],[14] ;
- Prix de l'Union des archéologues arabes (2020)[15].

## Principales publications
- Mounira Chapoutot (ill. Isabelle Courmont), 1492 en Méditerranée, Paris/Tunis, Hatier/Alif, 1992, 12 p. (ISBN 978-2218048920).
- Mounira Chapoutot, Liens et relations au sein de l'élite mamlūke sous les premiers sultans Baḥrides (648/1250 - 741/1340), Lille, Atelier national de reproduction des thèses, 1993.
- Hassen Annabi, Mounira Chapoutot et Samia Kamarti, Itinéraire du savoir en Tunisie : les temps forts de l'histoire tunisienne, Paris, CNRS Éditions, 1995, 182 p. (ISBN 978-9973220189).
- Abdelwahab Bouhdiba et Mounira Chapoutot, Sur les pas d'Ibn Khaldoun, Tunis, Sud Éditions, 2006, 288 p. (ISBN 978-9973844705)[16].
- Mounira Chapoutot, Destins croisés en Méditerranée : Jean-Léon l'Africain et Mustapha des Six-Fours, Carthage, Beït El Hikma, 2007, 30 p. (ISBN 978-9973490445).
- (ar) Mongi Kaabi, موسوعة القيروان [« Encyclopédie de Kairouan »], Tunis, Maison arabe d'édition,‎ 2010, 768 p. (ISBN 978-9973054265).